# 波兰驻香港总领事馆
波兰共和国驻香港总领事馆（波蘭語：Konsulat Generalny Rzeczypospolitej Polskiej w Hongkongu）是波兰在香港的驻外机构，地址在香港島中環康樂廣場8号交易廣場第二期45樓及46樓。

## 历史沿革
1990年，波兰政府决定在当时的英属香港建立领事馆，以发展贸易关系。1991年6月17日，英国政府批准波兰于1992年在香港设立领事馆。

## 注脚
1. ↑  . 波兰驻香港总领事馆.   [2016-11-07]. （原始内容存档于2017-09-30）.
2. ↑  . 联合早报. 波兰通讯社. 1990-12-15  [2023-01-19]. （原始内容存档于2023-01-19）.
3. ↑  . 联合早报. 1991-06-19  [2023-01-19]. （原始内容存档于2023-01-19）.